# Casla (kommunhuvudort)
Casla är en kommunhuvudort i Spanien.   Den ligger i provinsen Provincia de Segovia och regionen Kastilien och Leon, i den centrala delen av landet, 80 km norr om huvudstaden Madrid. Casla ligger 1 084 meter över havet och antalet invånare är 174.
Terrängen runt Casla är varierad. Runt Casla är det glesbefolkat, med 8 invånare per kvadratkilometer. Närmaste större samhälle är Riaza, 19,4 km nordost om Casla. 